# Raczki (stacja kolejowa)
Raczki – bocznica szlakowa (dawniej stacja kolejowa) w Raczkach, w województwie podlaskim, w Polsce. W 2010 roku zlikwidowano na tej linii kolejowej ruch pasażerski.